# Bobby Clark (calciatore 1945)
Robert Brown Clark, noto come Bobby Clark (Glasgow, 26 settembre 1945), è un allenatore di calcio ed ex calciatore scozzese, di ruolo portiere.

## Carriera

### Club
Nell'estate 1967 con il club scozzese dell'Aberdeen disputò il campionato nordamericano organizzato dalla United Soccer Association: accadde infatti che tale campionato fu disputato da formazioni europee e sudamericane per conto delle franchigie ufficialmente iscritte al campionato, che per ragioni di tempo non avevano potuto allestire le proprie squadre. L'Aberdeen rappresentò i Washington Whips, vincendo la Eastern Division, qualificandosi per la finale. La finale vide i Whips cedere ai Los Angeles Wolves, rappresentati dai Wolverhampton.
Ha detenuto per 43 anni il record di imbattibilità del campionato scozzese con 1215 minuti senza subire reti (record poi battuto nel 2013 da Fraser Forster).

### Nazionale
Con la nazionale scozzese ha preso parte ai Mondiali 1978.

## Palmarès

### Competizioni nazionali
- Campionato scozzese: 1

Aberdeen: 1979-1980
- Coppa di Scozia: 2

Aberdeen: 1969-1970, 1981-1982
- Coppa di Lega scozzese: 1

Aberdeen: 1976-1977

### Competizioni regionali
- Aberdeenshire Cup: 2

Aberdeen: 1980-1981, 1981-1982